# Савальское сельское поселение
Савальское сельское поселение — муниципальное образование в составе Малмыжского района Кировской области России.
Центр — село Савали.

## История
Савальское сельское поселение образовано 1 января 2006 года согласно Закону Кировской области от 07.12.2004 № 284-ЗО.

## Население
| 2010  | 2012  | 2013  | 2014  | 2015  | 2016  | 2017  |
| ----- | ----- | ----- | ----- | ----- | ----- | ----- |
| 2120  | ↘2079 | ↘2031 | ↘1968 | ↗1975 | ↘1967 | ↘1943 |
| 2018  | 2019  | 2020  | 2021  |       |       |       |
| ↘1917 | ↘1902 | ↘1850 | ↘1583 |       |       |       |

## Состав сельского поселения
В состав сельского поселения входят 9 населённых пунктов
| № | Населённый пункт | Тип населённого пункта       | Население |
| - | ---------------- | ---------------------------- | --------- |
| 1 | Азелино          | деревня                      | 42        |
| 2 | Гоньба           | село                         | 208       |
| 3 | Кулапинский      | починок                      | 326       |
| 4 | Марс             | деревня                      | 52        |
| 5 | Новый Ирюк       | деревня                      | 197       |
| 6 | Савали           | село, административный центр | 1154      |
| 7 | Троицкий         | починок                      | 8         |
| 8 | Урнек            | деревня                      | 71        |
| 9 | Шагабань         | деревня                      | 62        |

## Достопримечательности
- По Азелинскому могильнику у деревни Азелино В. Ф. Генингом классифицирована азелинская культура.